# Gunnar Wennberg
Gunnar Ambjörn Emanuel Wennberg, född 13 september 1928, är en svensk valthornist.
Wennberg var militärmusiker 1942–1960 och studerade vid Kungliga Musikhögskolan 1951–1955. Han var solohornist i Gävleborgs läns orkesterförening 1958–1959 och från 1960 anställd i Sveriges Radios symfoniorkester, förste solohornist 1964–1991. Gunnar Wennberg var medlem av "Blåskvintett 54", samt Radiosymfonikernas brassensemble och blåskvintett. Han invaldes som ledamot 829 av Kungliga Musikaliska Akademien den 8 maj 1980.

Dod 31 March 2024

## Diskografi
- 1988 Carl Michael Bellman
- 1990 Carl Michael Bellman 1740-1795 : i samband med 250-årsminnet av hans födelse den 4 febr. 1740